# Ronda de clasificación de la Copa Europea Femenina de la FIBA 2025-26
La ronda de clasificación de la Copa Europea Femenina de la FIBA determinará los últimos cinco equipos de la temporada regular de la Copa Europea Femenina de la FIBA 2025-26.

## Formato
Se juegan cinco playoffs, a doble partido (ida y vuelta), donde el equipo que sume más puntos entre los dos partidos se clasificará a la temporada regular.

## Sorteo
El sorteo tuvo lugar en Munich, Alemania, el 23 de julio de 2025.  Los equipos en negrita representan los que se clasificaron.
| Cabezas de serie                                                                                | No cabezas de serie                                                                                  |
| ----------------------------------------------------------------------------------------------- | --- |
| Lointek Gernika Bizkaia BDS Dinamo Sassari TARR KSC Szekszárd CS Universitatea Cluj SBŠ Ostrava | DSK Basketball Brandýs Panathlitikos Sykeon PAS Giannina BBC Troistorrents-Chablais UŽKK Student Niš |

## Partidos
Los ganadores de cada uno de los enfrentamientos se clasifican a la temporada regular, mientras que los perdedores quedarán eliminados. 
| Equipo 1                | Agr. | Equipo 2                   | Ida | Vuelta |
| ----------------------- | ---- | -------------------------- | --- | ------ |
| CS Universitatea Cluj   | —    | UŽKK Student Niš           | —   | —      |
| Lointek Gernika Bizkaia | —    | PAS Giannina               | —   | —      |
| BDS Dinamo Sassari      | —    | Panathlitikos Sykeon       | —   | —      |
| SBŠ Ostrava             | —    | BBC Troistorrents-Chablais | —   | —      |
| TARR KSC Szekszárd      | —    | DSK Basketball Brandýs     | —   | —      |

Todos los horarios se muestran en la hora local.
| 18 de septiembre de 2025 | UŽKK Student Niš      | vs.                   | CS Universitatea Cluj | Niš                                    |  |
| 19:00                    | Parciales: –, –, –, – | Parciales: –, –, –, – | Parciales: –, –, –, – |                                        |  |
|                          |                       | Reporte               |                       | Pabellón: Sports Centre Cair Árbitros: |  |

| 25 de septiembre de 2025 | CS Universitatea Cluj | vs.     | UŽKK Student Niš | Cluj-Napoca                  |  |
|                          | Parciales: –, –, –, – |         |                  |                              |  |
|                          |                       | Reporte |                  | Pabellón: BT Arena Árbitros: |  |

 gana la eliminatoria – 
| 18 de septiembre de 2025 | PAS Giannina          | vs.     | Lointek Gernika Bizkaia | Ioánina                                   |  |
|                          | Parciales: –, –, –, – |         |                         |                                           |  |
|                          |                       | Reporte |                         | Pabellón: Neo Kleisto Ioanninon Árbitros: |  |

| 24 de septiembre de 2025 | Lointek Gernika Bizkaia | vs.                   | PAS Giannina          | Guernica y Luno                           |  |
| 20:30                    | Parciales: –, –, –, –   | Parciales: –, –, –, – | Parciales: –, –, –, – |                                           |  |
|                          |                         | Reporte               |                       | Pabellón: Polideportivo Maloste Árbitros: |  |

 gana la eliminatoria – 
| 18 de septiembre de 2025 | Panathlitikos Sykeon  | vs.     | BDS Dinamo Sassari | Salónica                             |  |
|                          | Parciales: –, –, –, – |         |                    |                                      |  |
|                          |                       | Reporte |                    | Pabellón: Eptapyrgio Arena Árbitros: |  |

| 25 de septiembre de 2025 | BDS Dinamo Sassari    | vs.     | Panathlitikos Sykeon | Sassari                              |  |
|                          | Parciales: –, –, –, – |         |                      |                                      |  |
|                          |                       | Reporte |                      | Pabellón: Palaserradimigni Árbitros: |  |

 gana la eliminatoria – 
| 18 de septiembre de 2025 | BBC Troistorrents-Chablais | vs.     | SBŠ Ostrava | Monthey                       |  |
|                          | Parciales: –, –, –, –      |         |             |                               |  |
|                          |                            | Reporte |             | Pabellón: Reposieux Árbitros: |  |

| 25 de septiembre de 2025 | SBŠ Ostrava           | vs.     | BBC Troistorrents-Chablais | Ostrava                         |  |
|                          | Parciales: –, –, –, – |         |                            |                                 |  |
|                          |                       | Reporte |                            | Pabellón: City Campus Árbitros: |  |

 gana la eliminatoria – 
| 18 de septiembre de 2025 | DSK Basketball Brandýs | vs.                   | TARR KSC Szekszárd    | Nymburk                                        |  |
| 19:00                    | Parciales: –, –, –, –  | Parciales: –, –, –, – | Parciales: –, –, –, – |                                                |  |
|                          |                        | Reporte               |                       | Pabellón: ČEZ Sportovní hala Nymburk Árbitros: |  |

| 24 de septiembre de 2025 | TARR KSC Szekszárd    | vs.                   | DSK Basketball Brandýs | Szekszárd                                         |  |
| 18:00                    | Parciales: –, –, –, – | Parciales: –, –, –, – | Parciales: –, –, –, –  |                                                   |  |
|                          |                       | Reporte               |                        | Pabellón: Szekszárd Városi Sportcsarnok Árbitros: |  |

 gana la eliminatoria – 